# Наг Хамади
Наг Хамади (на арабски: نجع حمادي) е град в Горен Египет. През Античността е наричан Хенобоскион (на гръцки: Χηνοβόσκιον), което в превод означава: „Земи, в които пасат гъски“. Наг Хамади е разположен на западния бряг на река Нил в област Кена. Най-близкият по-голям град е Луксор, който се намира на около 80 км в югоизточна посока. Наг Хамади е известен с това, че в близост до него е открита заровена колекция от древни гностически книги, известна като Библиотека от Наг Хамади. Тя най-вероятно е укрита от монаси през IV век.
Градът е с население около 30 000 души, част от които са копти. През януари 2010 г. в навечерието на коледните празненства 6-има копти са застреляни от трима мюсюлмани. Общо жертви на покушението стават осем души, включително случайни минувачи.

## Изследвания
- Дорес, Ж. Тайните ръкописи от Египет. С., 2004.
- Стефанов, П., архим. Ялдаваот. История и учение на гностическата религия. С., 2008, 90 – 105.